# أوليفييه لامبرت
أوليفييه لامبرت (بالفرنسية: Olivier Lambert)‏ هو مبارز بالسيف فرنسي، ولد في 3 مايو 1971 في رين في فرنسا.

## وصلات خارجية
- أوليفييه لامبرت على موقع اللجنة الأولمبية الدولية (الإنجليزية)
- أوليفييه لامبرت على موقع أوليمبيديا (الإنجليزية)